# Arenetra tenuis
Arenetra tenuis là một loài tò vò trong họ Ichneumonidae.